# (8304) Ryomichico
(8304) Ryomichico (1995 DJ1) – planetoida z pasa głównego asteroid okrążająca Słońce w ciągu 3,86 lat w średniej odległości 2,46 au. Odkryta 22 lutego 1995 roku.